# Армения на «Евровидении-2014»
Армения принимала участие в конкурсе песни «Евровидение 2014» в Копенгагене, Дания. Представитель и песня были выбраны путём внутреннего отбора.

## Внутренний отбор
24 декабря 2013 года «AMPTV» объявил, что представитель Армении на «Евровидении 2014» будет объявлен 31 декабря 2013 года во время программы Big Night Gala TV Show в канун Нового года. В ходе программы Aram Mp3 был объявлен представителем Армении в Копенгагене.

## На Евровидении
Aram Mp3 на конкурсе выступал в первой половине первого полуфинала, который прошёл 6 мая 2014 года в Копенгагене и занял 4 место со 121 баллами, проходя в финал. В финале Арам получил высшие оценки от Австрии, Франции и Грузии, заняв таким образом 2 место в финале со 174 баллами, который проходил 10 мая 2014 года в Копенгагене.

## Интересные факты
- Во время выступления Арама Mp3 на полу было спроецировано изображение аревахача.